# 皇南大塚
皇南大塚（こうなんおおつか）は大韓民国慶尚北道慶州市皇南洞（大陵苑地区）に所在する朝鮮三国時代の古墳。別名は「皇南洞98号古墳」。

## 概要
朝鮮半島最大の古墳で、墳丘の長さは120m、高さは25mである。墳形は双円墳で、平面は瓢箪型というよりは楕円形に近い。建造年代は5世紀後葉と推定されるが、5世紀前半の新羅王実聖尼師今（実聖王）とその王妃が被葬者とする説もある。1973年から1975年にかけての発掘調査により、北墳が女性、南墳が男性を埋葬した双墓（夫婦合葬墓）であると考えられるようになった。

## 被葬者について
2015年、従来の定説に対し、韓国国立全州博物館のイ・ジュホンは、双墓形式は権力誇示のためであり、副葬品の検討から夫婦墓ではなく父子墓という説を公表した。イの見解にしたがえば、南墳は父王訥祇麻立干（訥祇王、在位:417年 - 458年）、北墳は息子の慈悲麻立干（慈悲王、在位:458年 - 479年）をそれぞれ埋葬したものと考えられる。

## 副葬品
北墳からは金冠、首飾り、腕輪などの装身具数千点が、南墳からは武器類を中心に2万5千余点の遺物が出土したといわれる。そのうち、北墳より出土の金冠・金製の銙帯、南墳より出土のガラス製の水差しや首飾りは韓国の国宝に指定されている。

## 書籍
報告書
- 『皇南大塚：慶州市皇南洞第98号古墳』文化財管理局
- 『北墳発掘調査報告書』文化財管理局 1985
- 『南墳発掘調査報告書』文化財管理局文化財研究所 1993-1994
- 『皇南大塚遺物保存処理報告書』国立慶州文化財研究所 1995

展覧会図録
- 『황남대총：황금의 나라 신라의 왕릉』국립중앙박물관 2010

『皇南大塚：黄金の国・新羅の王陵』国立中央博物館 2010